# 中国驻伊尔库茨克总领事馆
中华人民共和国驻伊尔库茨克总领事馆（俄语：Генеральное Консульство Китайской Народной Республики в г.Иркутске），简称中国驻伊尔库茨克总领事馆，是中华人民共和国派驻俄罗斯伊尔库茨克的最高级别外交机构，位于伊尔库茨克市高尔基大街34号（ул. Горького, д.34）。领区包括伊尔库茨克州、后贝加尔边疆区、布里亚特共和国、图瓦共和国和哈卡斯共和国。

## 机构设置
中国驻伊尔库茨克总领事馆设置下列机构：
- 双边处
- 领侨处
- 办公室